# Gugsza etióp rasz
Gugsza (Marto, Etiópia, 1877. április – Ankim, Etiópia, 1930. március 31.), amharául: ጉግሳ (Gugsa), etióp rasz, az etiópiai Begameder kormányzója. I. Tekle Gijorgisz etióp császár szépunokája (5. leszármazottja), Zauditu etióp császárnő negyedik férje és Taitu etióp császárné unokaöccse. Teljes neve Gugsza Vele.

## Élete
Apja Vele Betul tigréi kormányzó. Anyja ismeretlen. Az apja Taitu Betul etióp császárné öccse lévén, Gugsza a császárné unokaöccse volt. Ennek köszönheti a házasságát, hiszen nagynénje II. Menelik etióp császárhoz ment feleségül, és ezért a császár lányának, Aszkala Mariamnak, a későbbi Zauditu császárnőnek a mostohaanyjává vált. A frigyet 1900. áprilisában kötötték meg. A házasság boldognak bizonyult, annak ellenére is, hogy az egyetlen gyermek, egy kislány, mely e kapcsolatból származott, a születése után, 1906 januárjában rögtön meg is halt. A házastársakat ezután már elkerülte a gyermekáldás, és nem adatott meg nekik, hogy utódokat hagyjanak hátra.
1913. december 12-én meghalt Gugsza apósa, az 1911 óta betegsége miatt nyilvánosan nem mutatkozó az agg császár, II. Menelik, így annak unokája, V. Ijaszu foglalta el a trónt. Az ellenzéknek pont kapóra jött a következő évben kitört első világháború, és hogy V. Ijaszu a Központi hatalmak, és különösen az iszlám vallású Oszmán Birodalom felé húzott. Az antant ügynökei, közöttük Arábiai Lawrence készítették elő V. Ijaszu megbuktatását. Az Etióp Kopt egyház feje, az abun, Matteosz 1916. szeptember 27-én kiátkozta V. Ijaszut, majd az Ijaszuval elégedetlen ellenzék pedig a nagynénjét, Gugsza rasz feleségét, Aszkala Mariam egykori tigréi királynét I. Zauditu néven császárrá kiáltotta ki.
Zauditu és férje, Gugsza az unokaöccsük uralkodása alatt vidéken volt házi őrizetben. A puccsisták semmilyen politikai szerepet nem szántak Etiópia első női császárának, csak formális, reprezentatív feladatot látott el országa élén, férjét pedig ki is hagyták a hatalmi osztozkodásból. Rasz Gugsza a fővárosba sem tehette be a lábát, még felesége 1917. február 11-én az addisz-abebai Szent György Székesegyházban végbement koronázására sem engedték elmenni. Hivatalosan ugyan nem váltak el, de életük végéig külön éltek már egymástól. A nagypolitika így döntött.
Zauditu negyvenéves volt, mikor trónra lépett, és két gyermekét eltemette. Bármilyen megszületett és életképes gyermek keresztülhúzta volna a trónörökösnek kinevezett Rasz Tafari (a későbbi Hailé Szelasszié császár) trónutódlását, ezért a férjétől való elkülönítés azt a célt is szolgálta, hogy semmi estre se születhessenek törvényes utódai többé.
Zauditu 1930-ban vidékre száműzött, és Begameder tartomány kormányzásával megbízott férje végre fellázadt a sorsa ellen, és Addisz Abeba elfoglalását tervezte. Rasz Tafari trónfosztását és az ő régenssé kinevezését szerette volna elérni, de 1930. március 31-én az Ankim melletti csatában életét vesztette. Zauditu két nappal később rejtélyes körülmények között halt meg.

## A külföldi kortárs szemével
Hermann Norden újságíró és utazó így számolt be Gugsza kormányzóról és a vele való üzenetváltásról (a következő szöveg korabeli helyesírással íródott, így némileg eltér a mai változattól): „Az ezüst- és aranyműves üzletének már a külsején meglátszott a jelentősége. Nem tukulban, hanem kőházban lakott, kőfalkerítése magasabb volt, mint a szomszédjaié. Mint Tesszema Worada Hei mutatkozott be; hozzátette, hogy a hadseregnek is tisztje s háborúban kenezmatcs a címe, ami annyit jelent, mint a jobbszárny parancsnoka. [...] Tesszema mesterhez, akinek műhelye a ház második emeletének erkélyén volt, a ház falához épült keskeny kőlépcsőn jutottunk fel. Beszélgetni kezdtünk, letette kezéből a finomművű ékszert, Rasz Gugsza legújabb kedvesének szánt arany karkötőt, amelyen éppen dolgozott. Gazdagabb és hatalmasabb rendelőt Tesszema alig találhatott volna az akkori Etiópiában, hiszen Rasz Gugsza Begameder nemcsak az ország legnagyobb részének ura, de Zauditu császárné elvált férje is volt. A válásnak politikai okai voltak; a volt házasfeleket továbbra is gyöngéd kötelékek fűzték egymáshoz, mi több: a császárné még ajándékokkal is kedveskedett Gugsza ágyasainak. [...] Barátainkat az úton mindenütt ellátták dergóval, élelmiszer-ajándékokkal, amelyeket a földmíveseknek kormányzóik parancsára katonák vagy előkelő külföldiek karavánjai részére be kell szolgáltatniok. Amint Rasz Gugsza földjére léptek, egy csapásra megszűntek a barátságos fogadtatás e látható jelei. Az akadékoskodások, kellemetlenkedések a karatai ötnapos fogsággal tetőződtek be. A dergo pedig, amit végül mégis megkaptak, oly silány volt, hogy inkább sértésnek, mint ajándéknak számított. El sem fogadták. Letartóztatásuk belpolitikai okait csak találgatni lehetett. Bizonyára nagy szerepe volt benne az idegenkedésnek, amely a túlhajtott abesszin nemzeti érzületből ered; hogy határozottan olaszellenes éle volt, az kiviláglik Rasz Gugsza egy kijelentéséből, amikor »a Setit túlsó partján élő idegen«-ről beszélt. [...] Hallottam, – s ez közvetlenül gondári látogatásom előtt történt – hogy Rasz Gugszának egyik rumja fegyveres bandát gyűjtött maga köré, s karavánok kifosztására indult. A környéken általában az a hit, hogy Rasz Gugsza maga sem utasítja vissza a bandák zsákmányából neki kijáró részt. Ha elfogják, Debra Taborba szállítják őket, ahonnan csak váltságdíj ellenében szabadulnak. [...] Első táborhelyünkön, Workdeba felé feleúton az elefántfüvön keresztül embercsoport tartott felénk: egy lovas, vagy tíz-tizenkét fegyveres gyalogos, végül súlyos teher alatt roskadozó csacsi. Vezetőjük írást nyújtott át nekem. Efendi lefordította:
»E levél átadója Kandjazmatcs  Blay, aki ajándékomat Önnek át fogja adni. Kellemes utazást kívánok Önnek.
– Rasz Gugsza«.
Ez volt az első dergó a Tana-tó kerületében, holott Rasz Gugsza által kiállított pecsétes útlevelem alapján a dergókra joggal számíthattam volna. A sumok elbujtak előlünk, Alaka pedig nem tudta, vagy nem akarta előpiszkálni őket. Az a mendemonda kelt rólunk szárnyra, hogy rablók vagyunk; de hiszen akkor meg éppen járt volna nekünk a dergó! Rasz Gugsza képviselője a megrakott szamárral egyenesen kiábrándított. Értesültünk ugyanis arról, hogy Aloa és a szudáni határ között egy kétszáz tagú rablóbanda garázdálkodik és bizton reméltem, hogy Rasz Gugsza további fegyvereseket küld védelmemre. Minthogy tehát segély helyett csak ajándékot fogok kapni, meghagytam Efendinek, üdvözölje nevemben a küldöttek vezetőjét s mondja meg neki, jöjjön a közeli erdős domb alá, ahol az ajándékot illő formák között átvehetném. Ez az ajándék szinte a meg nem becsüléssel volt egyenlő. Baur, az Efendi, de Woldesamuel is úgy magyarázták a dolgot, hogy Rasz Gugsza megparancsolta Kandjazmatcsnak, hogy nekem megfelelő ajándékkal szolgáljon, de ez egyszerűen vajat gyűjtött be adó helyett. Rasz Gugsza Debra Taborban kelt parancsa Kandjazmatcsot Woggera-kerületben levő kunyhójában érte el; négynapi járásába került, hogy engem elérjen. Nyolcnapi járás és hozzá tizenhárom ember igénybevétele csak azért, hogy egy málhás állat hátára való vajat szolgáltasson át valakinek, aki ennek kevés hasznát tudja venni, szinte sületlen tréfa volt.
Hogy semmi kétsége ne legyen, mit tartok felőle, kijelentettem, hogy az ajándékot gúnyolódásnak veszem. Azt hiszem, ez alkalommal efendi kivételesen szó szerint adta vissza megjegyzéseimet. Természetesen óvakodtam attól, hogy Rasz Gugsza küldöttét – hiszen egyéniségét tizenkét fegyveres hosszabbította meg – magamra haragítsam; eltereltem a szót a dergóról s megkértem, kísérjen el embereivel a rablók által veszélyeztetett területen át. Kandjazmatcs a kérést elutasította, kijelentette, hogy megbízatása csak arra szól, hogy az ajándékot és Rasz Gugsza üdvözletét átadja. Kérte, ismerjem el a dergó átvételét, amit meg is tettem:
Woykdeba, 1929 február 28-án.
Rasz Gugsza Ő Excellenciájának
Sir! Elismerem, hogy Kandjazmatcs Blaytől egy láda vajat átvettem. Fogadja köszönetemet.
Hermann Noyden Debra Taboy.
A rákövetkező év tavaszán hazafelé utban hallottam, hogy Rasz Gugszát, aki nyolcezer emberével Rasz Taffari ellen támadt, a négus egy idegen hatalom (Anglia) bombavető repülőgépeinek támogatásával megverte; Rasz Gugsza a harcban életét vesztette.”

## Gyermeke
- Feleségétől, I. Zauditu (1876–1930) etióp császárnőtől, 1 leány:
  - N. (leány) (Addisz-Abeba, 1906. január – Addisz-Abeba, 1906. január)